# Entogonia cuprinaria
Entogonia cuprinaria  es una especie de polilla de la familia Geometridae, descrita por primera vez por el entomólogo francés Achille Guenée en 1858 con distribución en Venezuela, Guayana Francesa y probablemente en Panamá y Trinidad y Tobago.